# جوزف جرج کامینگ
جوزف جرج کامینگ به (انگلیسی: Joseph George Cumming) (۱۵ فوریه ۱۸۱۲–۲۱ دسامبر ۱۸۶۸) یک انسان‌شناس و باستان‌شناس بود.

## جزیره‌مان و فعالیت

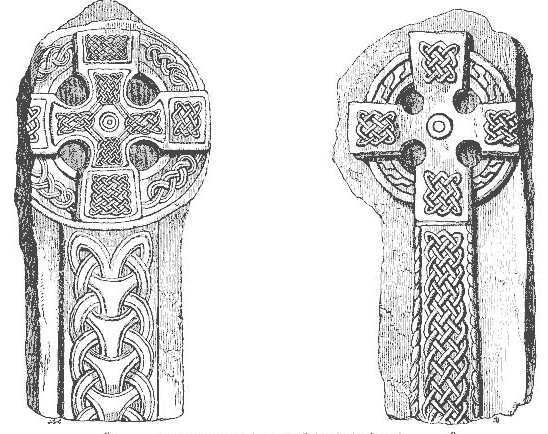

در سال ۱۸۴۱ او به معاون اصلی کالج کینگ ویلیام، CASTLETOWN منصوب شد و تا سال ۱۸۵۶ در این سمت باقی ماند، وی در طی این مدت اوقات فراغت خود را به مطالعه زمین‌شناسی و باستان‌شناسی اختصاص داده بود.
وی جزیره‌مان: تاریخ آن، فیزیکی، کلیسا، عمران، و افسانه‌ای. منتشر شده در سال ۱۸۴۸ و... را نویسندگی کرد. در این کتاب او به داستان‌های اسطوره‌ای و ثبت تاریخ این جزیره، به ویژه پدیده‌های زمین‌شناسی سنگ شناسی و اختلالاتی که از نشست برخی تشکل‌های زمین‌شناسی تولید می‌شوند پرداخته است.
در سال ۱۸۵۶ او استاد مدرسه دستور زبان شاه ادوارد در لیچفیلد در Staffordshire شد. در سال ۱۸۵۸، کامینگ به سرپرست و استاد ادبیات کلاسیک و زمین‌شناسی در کالج کوئین در بیرمنگام (که بعدها دانشگاه بیرمنگام شد) تبدیل شد، در سال ۱۸۶۲ پیشوا از Mellis، در Suffolk، و در سال ۱۸۶۷ قائم مقام از سنت جانز، Bethnal سبز، لندن شد و در سال ۱۸۶۱ او در تشکیل کمیته‌ای برای ارسال نمونه‌هایی از فرهنگ مانی و محصولات صنعتی به نمایشگاه بزرگ ۱۸۶۱ دست داشت.

## زندگی و مرگ
در سال ۱۸۳۸ کامینگ با «اگنس پکهام» ازدواج کرد و از او چهار پسر و دو دختر ماند. وی کاملاً ناگهانی در ۲۱ سپتامبر ۱۸۶۸ درگذشت.